# Karl Dietrich Erdmann

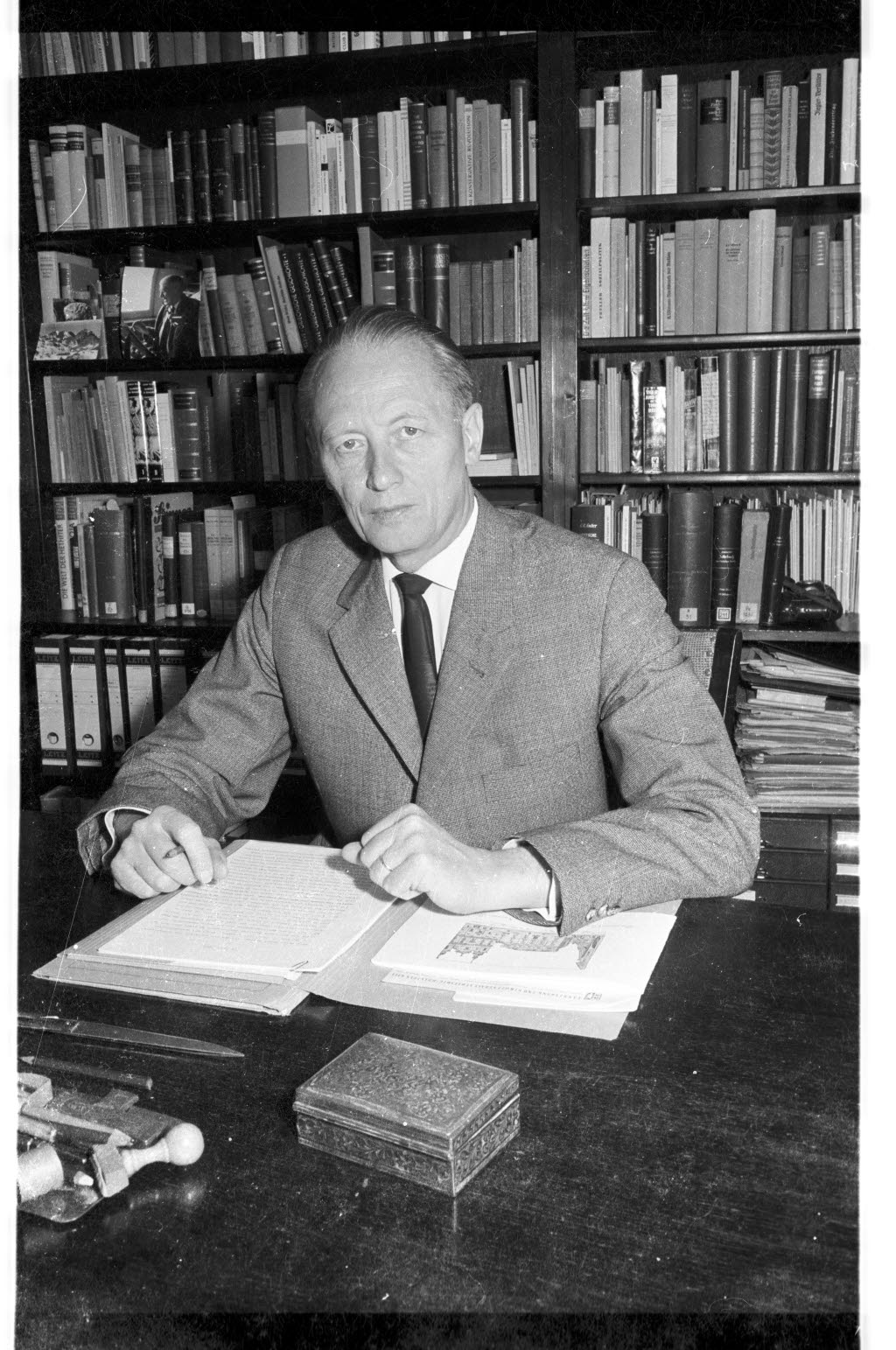
Karl Dietrich Erdmann, aufgenommen von Friedrich Magnussen im Mai 1965

Karl Dietrich Erdmann (* 29. April 1910 in Mülheim am Rhein; † 23. Juni 1990 in Kiel) war ein deutscher Historiker.

## Leben
Karl Dietrich Erdmann wurde in eine protestantische Familie geboren, studierte ab 1928 Geschichte, Evangelische Theologie und Philosophie an den Universitäten Köln, Paris, London und Marburg und wurde 1933 an der Universität Marburg bei Wilhelm Mommsen promoviert. Er ging anschließend in den Schuldienst, den er jedoch im Oktober 1938 verlassen musste, da seine Ehefrau keinen Ariernachweis erbrachte. Ein von ihm 1938 mitverfasstes und nach seinem Tod wegen deutlicher nationalsozialistischer Tendenzen heftig umstrittenes Schulbuch erschien nicht, weil der Prüfungskommission die Darstellung des Nationalsozialismus nicht positiv genug war. Der Historiker Hans-Ulrich Wehler ließ das nicht gelten. Er vertrat die Ansicht, allein die Tatsache, dass Erdmann dieses Buch im nationalsozialistischen Sinne geschrieben habe, lasse Texte mit „nationalsozialistischer Geschichtsklitterung“ vermuten. Erst nach Fertigstellung habe es die Kommission überprüft, die höhere nationalsozialistische Anforderungen stellte, als Erdmann vorgesehen hatte. Der Ariernachweis für die Ehefrau sei auch eingereicht worden und Erdmann habe seine Beamtenstelle am 1. Januar 1943 erhalten. Am 1. Oktober 1940 erhielt er eine Stelle als Studienassessor am Dreikönigsgymnasium und die vollen Bezüge seit September 1941, ohne eine Tätigkeit als Lehrer auszuüben. Das Gehalt sei bis Kriegsende gezahlt worden. Im August 1939 trat Erdmann als Soldat in die Wehrmacht ein. Im Mai 1940 wurde er mit dem Rheinischen Grenadier-Regiment Nr. 366 an die Front nach Holland verlegt und nahm mit dieser Einheit auch am Angriff auf Frankreich teil. Der Einheit gehörte er bis Ende März 1944 an. Gegen Ende des Krieges war er in der Offiziersausbildung tätig. Im September 1945 wurde er wissenschaftlicher Assistent am Historischen Seminar der Universität zu Köln und habilitierte sich dort 1947 bei Peter Rassow. Seine Habilitationsschrift behandelte die Volkssouveränität und die Rolle der Kirche in den frühen Phasen der Französischen Revolution.
1951 wurde er in Köln außerplanmäßiger Professor und hatte seit 1953 bis zu seiner Emeritierung 1978 einen Lehrstuhl für Neuere Geschichte an der Universität Kiel inne. 1973 wurde er zum ordentlichen Mitglied der Göttinger Akademie der Wissenschaften gewählt.
Erdmann führte in den 1960er Jahren einen heftigen, teilweise sehr persönlich ausgetragenen Streit mit Fritz Fischer, dessen Thesen (Griff nach der Weltmacht) zur deutschen Kriegsschuld am Ersten Weltkrieg er gemeinsam mit Gerhard Ritter, Egmont Zechlin und anderen scharf angriff. Die als Fischer-Kontroverse in die Historiographie eingegangene Debatte erregte großes öffentliches Interesse, sie trug einen eminent politischen Charakter und eskalierte zusehends, als Erdmann von einigen Wissenschaftlern (hier vor allem Bernd Sösemann) vorgeworfen wurde, einige der Dokumente, die er als Belege für seine Ansichten vorgebracht hatte (insbesondere die 1972 von ihm edierten Tagebücher von Kurt Riezler), seien von ihm oder den Anhängern seiner Position möglicherweise absichtlich verändert oder gar gefälscht worden. Bruno Thoß schrieb 1994 darüber, dass „die allgemein als besonders zuverlässig geltende Ausgabe der Riezler-Tagebücher unter scharfen Beschuss geraten sei“. Thoß meint, dass der Streit nicht „endgültig entschieden sei und sich zum Vorwurf der Fälschung hochgeschaukelt habe.“ Thomas Becker vertritt in der Enzyklopädie Erster Weltkrieg die Meinung, die Tagebücher seien von Erdmann unvollständig und dadurch entstellt ediert worden. Als Mitglied der CDU nahm Erdmann auch zur Tagespolitik – etwa zur Ostpolitik der sozialliberalen Regierung – Stellung.
Einige von Erdmanns Arbeiten gelten bis heute weitgehend unbestritten als Standardwerke zur Geschichte des 20. Jahrhunderts, wobei die Jahre zwischen 1914 und 1949 den Schwerpunkt seiner Forschungen bildeten. Die von ihm begründete und bis zu seinem Tod betreute Zeitschrift Geschichte in Wissenschaft und Unterricht gehört bis heute zu den renommiertesten deutschen Fachorganen. Erdmann war von 1962 bis 1967 Vorsitzender des Verbandes deutscher Historiker und Historikerinnen und von 1966 bis 1970 Vorsitzender des Deutschen Bildungsrates, von 1975 bis 1980 Präsident des Historiker-Weltverbandes Comité International des Sciences Historiques (CISH). 1982 wurde er mit dem Kulturpreis der Stadt Kiel ausgezeichnet.
Zu Erdmanns akademischen Schülern gehörten unter anderem Gerhard Beier, Helmut Grieser, Eberhard Jäckel, Erasmus Jonas, Karl-Heinz Minuth, Jens Petersen, Hagen Schulze und Romedio Graf von Thun-Hohenstein.

## Schriften (Auswahl)
Monographien
- Das Verhältnis von Staat und Religion nach der Sozialphilosophie Rousseaus (der Begriff der „religion civile“) (= Historische Studien, Band 271). Ebering, Berlin 1935 (zugleich: Marburg, Universität, phil. Dissertation).
- Der Erste Weltkrieg (= Gebhardt. Handbuch der deutschen Geschichte, 9. Auflage, Band 4,1), Stuttgart 1973, dtv, München 1999, ISBN 3-423-04218-4 (= Gebhardt. Handbuch der deutschen Geschichte. Band 18).
- Die Weimarer Republik (= Gebhardt. Handbuch der deutschen Geschichte, 9. Auflage, Band 4,1), Stuttgart 1973, dtv, München 1999, ISBN 3-423-04219-2 (= Handbuch der deutschen Geschichte, Band 19).
- Deutschland unter der Herrschaft des Nationalsozialismus. 1933–1939 (= Gebhardt. Handbuch der deutschen Geschichte, 9. Auflage, Band 4,2), Stuttgart 1973, dtv, München 1999, ISBN 3-423-04220-6 (= Gebhardt. Handbuch der deutschen Geschichte, Band 20).
- Der Zweite Weltkrieg (= Gebhardt. Handbuch der deutschen Geschichte, 9. Auflage, Band 4,2), Stuttgart 1973, dtv, München 1999, ISBN 3-423-04221-4 (= Handbuch der deutschen Geschichte. Band 21).
- Das Ende des Reiches und die Entstehung der Republik Österreich, der Bundesrepublik Deutschland und der Deutschen Demokratischen Republik (= Gebhardt. Handbuch der deutschen Geschichte, 9. Auflage, Band 4,2), Stuttgart 1973, dtv, München 1999, ISBN 3-423-04222-2 (= Handbuch der deutschen Geschichte. Bd. 22).
- Die Ökumene der Historiker. Geschichte der Internationalen Historikerkongresse und des Comité International des Sciences Historiques, Vandenhoeck & Ruprecht, Göttingen 1987 (= Abhandlungen der Akademie der Wissenschaften in Göttingen, Philologisch-Historische Klasse, Folge 3, Band 158).

Herausgeberschaften
- Das Zeitalter der Weltkriege (= Gebhardt. Handbuch der deutschen Geschichte, 8. Auflage, Band 4), Stuttgart 1959.
- Adenauer in der Rheinlandpolitik nach dem Ersten Weltkrieg. Klett, Stuttgart 1966.
- Kurt Riezler: Tagebücher, Aufsätze, Dokumente. Göttingen 1972 (mit Schriftenverzeichnis, S. 739–742). Neuauflage mit einer Einleitung von Holger Afflerbach. Vandenhoeck & Ruprecht, Göttingen 2008, ISBN 978-3-525-35817-7.
- Bearb. mit Martin Vogt: Akten der Reichskanzlei. Weimarer Republik. Die Kabinette Stresemann I und II (1923). Band 1: 13. August 1923 bis 6. Oktober 1923. Band 2: 6. Oktober 1923 bis 30. November 1923. Oldenbourg, München 1978, ISBN 3-7646-1641-5 (Band 1), ISBN 3-7646-1641-5 (Band 2).[16]